# Ruta D091 (Paraguay)
La Ruta Departamental 091, abreviado D091, es una carretera de Paraguay que une el municipio de Boquerón (Ex Neuland) (Ruta PY16) con Fortín Joel Estigarribia (Ruta PY12). Su extensión es de 137 kilómetros, y está ubicada en el Departamento de Boquerón.

## Localidades
Las localidades más importantes por donde pasa esta ruta son:
| Kilómetro | Localidad                                       | Departamento | Empalme |
| --------- | ----------------------------------------------- | ------------ | ------- |
| 0         | Boquerón (Ex Neuland)                           | Boquerón     | PY16    |
| 8         | Chortitza                                       | Boquerón     |         |
| 20        | Sandhorst (Bosque arenoso)                      | Boquerón     |         |
| 26        | Schönhorst (Bosque Lindo)                       | Boquerón     |         |
| 47        | Desvío a Yacacvash                              | Boquerón     |         |
| 58        | Cruce Línea 11 (Desvío a Mariscal Estigarribia) | Boquerón     | D024    |
| 70        | Fortín Capitán Carlos Antonio Demattei          | Boquerón     |         |
| 137       | Fortín Capitán Joel Estigarribia                | Boquerón     | PY12    |

## Largo
| Departamento | km  |  |  |
|              |     |  |  |
| Boquerón     | 137 |  |  |
| Total        | 137 |  |  |